# Сунь Укун
Сунь Уку́н, иногда ошибочно называемый Сан Вуко́нг (кит. трад. 孫悟空, упр. 孙悟空, пиньинь Sūn Wùkōng) — китайский литературный персонаж, являющий собой царя обезьян, известный по роману «Путешествие на Запад» У Чэнъэня. Как и Нэчжа, является одним из наиболее популярных образов трикстеров в культуре Восточной Азии.
До «Путешествия на Запад» уже существовало несколько вариантов истории похода в Индию монаха Сюаньцзана и его учеников, но шедевром китайской литературы считается именно роман «Путешествие на Запад». Некоторые учёные считают, что образ Сунь Укуна основан на индийском боге-обезьяне Ханумане. В некоторых странах, например, в Индонезии, их действительно трудно различить — Хануман и Сунь Укун считаются одним и тем же существом.
В его честь названа борозда Сунь Укуна на Плутоне (название пока не утверждено Международным астрономическим союзом). Некоторые исследователи полагают, что этот литературный персонаж мог появиться во времена китайского царства Чу (700—223 гг. до н. э.), но о более точных датах сказать сложно.

## Имена
От своего первого учителя, бессмертного патриарха Сюйпути (Суботи) Царь обезьян получил имя Укун («познавший пустоту») и фамилию Сунь (такую же фамилию получили и все живущие на Горе цветов и плодов обезьяны).
Второй учитель Укуна также дал ему монашеское имя, Синчжэ, «путешественник» (кит. трад. 行者, пиньинь xíngzhě). Так часто звали странствующих монахов.
Сунь Укун также известен под другими именами:
- Каменная Обезьяна (кит. трад. 石猴, пиньинь ShíHóu), так как родился из камня.
- Прекрасный Царь Обезьян (кит. трад. 美猴王, пиньинь Měihóu Wáng) — титул, который придумали его подданные.
- Бимавэнь (то есть конюх) (кит. трад. 弼馬溫, пиньинь Bìmǎwēn) — был назначен на эту должность в Небесных чертогах. В основном употребляется в качестве оскорбления.
- Великий Мудрец, Равный Небу (кит. трад. 齊天大聖, пиньинь Qítiān Dàshèng) — второй титул, придуманный подданными Сунь Укуна. После непродолжительного конфликта с оскорблённым Небесным Императором, титул был закреплён за Укуном официально. Как правило, в книге он сокращается до «Великий Мудрец».

Царь обезьян также известен как Kâu-chê-thian (кит. трад. 猴齊天, палл. хоу ци тянь, буквально: «Обезьяна, Равная Небу») на Тайване и как Maa5 lau1 zing1 (кит. трад. 馬騮精, палл. ма лю цзин, буквально: «обезьяна-дух») в Гонконге.

## Краткая биография
Сунь Укун представляет собой каменную обезьяну, родившуюся из волшебного камня, что напоминает аналогичный эпизод рождения Бога-Митры в митраизме. Однажды окружающие его обезьяны, живущие на Горе цветов, решили узнать, откуда берёт своё начало протекающий рядом с ними горный поток, и в итоге обнаружили водопад. Они решили, что того, кто рискнёт пройти через него и вернётся невредимым, они сделают своим царём. Пойти вызвался Сунь Укун и, обнаружив за водопадом Пещеру водного занавеса, возглавил обезьян. Хотя он и жил счастливой жизнью, Сунь Укуна беспокоило то, что рано или поздно он состарится и умрёт. Поэтому, по совету своих подданных, он отправился в путешествие в поисках учителя, который научил бы его бессмертию. Взявший его в ученики даос научил его полётам на облаке, 72 превращениям и иным магическим действиям. Вернувшись в своё царство, Сунь Укун по совету своих подданных зашёл также к Царю драконов Восточного моря и попросил у него какое-нибудь оружие для себя. Так как всё человеческое оружие казалось Сунь Укуну слишком лёгким, Дракон отдал ему «посох исполнения желаний с золотыми обручами» (кит. трад. 金箍棒, пиньинь jīngū bàng) весом в 13 500 цзиней, которым Юй в своё время усмирял воды. Заполучив посох, Сунь Укун, угрожая использовать своё новое оружие, заставил братьев Дракона отдать ему и подобающие посоху одежды.
Несмотря на самосовершенствование Сунь Укуна, он всё же умер от алкогольного отравления. Вскоре за ним явились слуги бога Ямы. Судьи ада признавали, что произошла какая-то ошибка, но Сунь Укун всё равно устроил скандал и вычеркнул из книги мёртвых своё имя, а также имена своих подданных. Благодаря этому многие обезьяны на Горе цветов и плодов стали бессмертны. Действия во дворце Царя драконов Восточного моря и скандал, устроенный Сунь Укуном в аду, стали причиной для жалоб Нефритовому императору. Вместо наказания Сунь Укун был взят на Небеса и назначен конюхом. Однако он был возмущён тем, какую малую должность получил, и самовольно вернулся на землю, где подданные окрестили его «Великим Мудрецом, Равным Небу». За то, что Сунь Укун самовольно покинул свою работу, на этот раз против него было послано войско. Однако справиться с ним оно не смогло. Поэтому император был вынужден признать титул Сунь Укуна и назначить его на более почётную, но абсолютно формальную должность. Дабы он не бездельничал, в итоге ему поручили охранять персиковый сад.
В роли охранника Сунь Укун начал воровать порученные ему персики. Позднее он узнал о готовящемся пире и обнаружил, что его туда не пригласили. Поэтому он пробрался во дворец, в котором должен был происходить пир, и ещё до прихода гостей съел всё, что было приготовлено, включая эликсир бессмертия. Это вновь привело его к столкновению с небесными войсками и на этот раз его удалось временно захватить. Однако из-за объёма выпитого эликсира он стал неуязвимым и казнить его не удалось. Также провалились попытки выплавить эликсир из Сунь Укуна, а сам он, сбежав из печи, вновь устроил дебош. В результате усмирять его пришлось Будде, заточившему его под горой Пяти Стихий.
Спустя пятьсот лет по велению Бодхисатвы Гуаньинь Сунь Укуна освободил Сюаньцзан, монах, идущий в Западный Рай Будды Амитабхи за священными буддийскими писаниями — сутрами. В благодарность за своё освобождение Сунь Укун стал учеником Сюаньцзана и обязался защищать его на пути за сутрами. Однако тот факт, что Сунь Укун убил напавших на них разбойников, вызвал возмущение монаха. Сунь Укун же был возмущён тем, что его за его работу отругали. Из-за возникшей ссоры Сунь Укун бросил своего учителя, но потом раскаялся и вернулся. Сюаньцзан же обманом заставил его надеть полученный от Гуаньинь обруч. Каждый раз когда монах начинал читать особую мантру, обруч сжимался, вызывая у Сунь Укуна нестерпимую головную боль. Так как Сюаньцзан легко поддавался обману и никогда не слушал, что ему говорит Сунь Укун, обруч в основном применялся, чтобы не дать Сунь Укуну убить злых духов. Тем не менее, Сунь Укун верой и правдой служил Сюаньцзану и защищал на протяжении всего путешествия. Но в конце путешествия на Запад в храм Будды Сюаньцзан изменил своё отношение к своему старшему ученику Сунь Укуну и слушался его во всём.
По окончании путешествия в награду за усердие Будда Западного Рая назначил Сунь Укуна Всепобеждающим Буддой. Дальнейшая биография Сунь Укуна простым смертным неизвестна. Известно только, что, согласно произведению «Лотосовый светильник», Сунь Укун однажды стал учителем мальчика, который боролся с богом Эрланом, чтобы освободить из заточения свою мать.

## 72 превращения Сунь Укуна
В романе Сунь Укун решил обучиться превращениям, чтобы через 500 лет сопровождать Танского монаха на Запад. За наставлениями он обратился к своему учителю — патриарху Субхути.
Во второй главе «Путешествия на Запад» патриарх сказал: «Так и сделаем. Чему ты хочешь научиться? Технике Тяньган, которая содержит 36 превращений, или технике Ди-ша, содержащей 72 превращения?»
Сунь Укун ответил: «Я желаю научиться технике Ди-ша».
Патриарх говорит: «Раз так, подойди. Я научу тебя заклинанию». Учитель прошептал его ученику на ухо. Неизвестно, что именно он ему сказал. Царь обезьян сразу же заучил заклинание. Он стал самостоятельно практиковать и в конце концов успешно овладел всеми 72 превращениями. Так какие же удивительные способности он освоил?
Сверхъестественные способности Сунь Укуна (孙悟空 的 手段 — 七十二 变 SunWukong de shouduan — qishier bian:
1. Контакт с подземным царством. Под этим подразумевалась возможность свободно проникать в преисподнюю и выходить из неё. Как всем известно, попасть в ад — дело несложное. А вот возвратиться оттуда уже не так просто. Научившись «контакту с подземным царством», Сунь Укун мог свободно входить и выходить из ада.
2. 驱神 — 驱遣神灵 — Экзорцизм (Изгнание духов, т .наз. самозванных ложных «божеств»?). Возможность изгонять нечистую силу.
3. Перенос горы. Способность нести на себе вес, равный весу горы. Сунь Укун смог выжить, когда его придавило горой Пяти пальцев, именно благодаря этому умению.
4. Остановить воду. Способность свободно двигаться в воде. Несмотря на это, сила атаки Сунь Укуна при сражении в воде всё-таки уступала силе его младшего соученика Ша Уцзина. Всё же у его мастерства была специализация со своими достоинствами и недостатками.
5. Использование ветра. Возможность насылать ветер.
6. Вызов тумана. Возможность насылать туман.
7. Молитва о ясной погоде. Вызов ясной погоды во время дождя.
8. Молитва о дожде. Когда Танский монах с учениками состязались в магической силе в царстве Чэчыго, Сунь Укун мерился силами с оборотнем по имени Сила тигра. Там он пустил в ход способность вызывать дождь.
9. Сидеть в огне. Неприкосновенность в огне. Однако действие данной способности ограничивается лишь огнём мира людей. При встрече с каким-либо особым огнём, например, с истинным огнём самадхи, который использовал Красный младенец в «Путешествии на Запад», эта способность не поможет.
10. Войти в воду. Возможность погружаться на любую глубину.
11. Заслонить солнце. Возможность спрятаться от яркого солнечного света.
12. Оседлать ветер. Возможность летать.
13. Сварить камень. Искусство изготовления философского камня. Позволяет приготовить пилюлю бессмертия.
14. Изрыгать пламя. Обладатель данной способности может выпускать изо рта огонь.
15. Проглотить меч. Возможность безболезненно проглатывать мечи, чтобы они оказались в животе.
16. Мир в чайнике. Возможность поместить целый мир в ограниченное пространство чайника. Позволяет уменьшаться в размерах.
17. Движение души. Способность души выходить из тела и свободно передвигаться.
18. Ходить по воде. Возможность ходить по поверхности воды.
19. Исчезнуть при помощи посоха. Возможность убежать от опасности, оставив вместо себя какой-то предмет (платье, посох, меч), который превращается в твоё живое подобие, которое способно выполнять простые задачи (двигаться, говорить). Сунь Укун часто прибегал к этому приёму.
20. Размножить тело. Способность создавать множество своих подобий. Кроме себя, можно создать множество подобий какого-нибудь предмета.
21. Невидимость. Искусство становиться невидимым.
22. Восстановить голову. Благодаря этой способности у Сунь Укуна, когда ему отрубали голову, могла вырасти такая же.
23. Приковать на месте. Приём, с помощью которого можно сделать так, чтобы какое-то существо не могло пошевелиться. Используя его, Сунь Укун без проблем разделывался с младшими демонами.
24. Казнить злых духов. У многих призраков отсутствует телесная форма, и их можно уничтожить лишь при помощи этого приёма.
25. Призыв небожителя. Способность зависела от уровня нравственности человека и, конечно, от его силы. Лишь если они были соответственно высокого уровня, можно было призвать на помощь бессмертного.
26. Преследовать душу. Способность увидеть душу и преследовать её.
27. 摄魄 Уничтожение духов (Вынуть «душу»?). 能找到魂魄，也能吃掉魂魄 — Способность найти душу врага, а также уничтожить («сьесть») его «энергию» («питание» энергией врага, лишить врага силы духа, обезоружить, нейтрализировать его эго).
28. Призыв туч. Возможность собрать тучи.
29. Украсть луну. Возможность рукой забрать луну.
30. Перемещение. Способность быстро переместить предмет из одного места в другое или даже сдвинуть гору и засыпать море.
31. Злой сон. Один из видов создания иллюзии. Заставляет противника оказаться в кошмарном сне и таким образом подрывает его боевой дух.
32. Отделение конечностей. Способность остаться совершенно невредимым при отсечении всех частей тела.
33. Переслать удары палкой отправителю. Способность направить удары на самого атакующего и таким образом избежать боли.
34. Осушение реки. Позволяет высушить реку. Сунь Укун использовал эту способность, чтобы помочь Танскому монаху перейти реку.
35. Отвращение бедствия. Применение магии, чтобы устранить беду, в которой ты оказался.
36. Выручить из беды. Возможность спасти от смертельной опасности.
37. Жёлтое и белое. Магия, с помощью которой предметы превращаются в золото и серебро подобно тому, к чему стремились алхимики.
38. Искусство фехтования. Совершенное владение мечом.
39. Угадать скрытый предмет. Способность, не видя скрытый предмет, узнать, что это за предмет.
40. Уйти под землю. Способность свободно передвигаться под землёй, спрятаться под землёй.
41. Звездочёт. Возможность узнать судьбу по расположению звёзд.
42. «Расставить войска на позиции». Возможность поставить врага в затруднительное положение с помощью разных построений войск. В главе о троекратном нападении на Демона белой кости Сунь Укун начертил для Танского монаха на земле круг. Демон белой кости превратился в девушку, но не смел подойти к кругу. Этот круг и есть «расставленные войска на позиции».
43. Фальшивый облик. Искусство превращения. Один из наиболее часто используемых Сунь Укуном трюков, в котором он к тому же достиг вершины мастерства.
44. Превращение от чиха. Способность превращать один предмет в другой, чихнув на него.
45. Превращение при указании пальцем. Способность превращать один предмет в другой, указав на него пальцем.
46. Освобождение от бренной плоти. Возможность в случае опасности создать иллюзию мнимой смерти. На месте остаётся безжизненное подобие тела, а заклинатель переносится в безопасное место. Именно этот трюк применил в «Путешествии на Запад» один из демонов, когда Сунь Укун занёс над ним свой посох, собираясь нанести смертельный удар.
47. Поменять пейзаж. Иллюзия по смене местности. В «Путешествии на Запад» неоднократно на пустыре возникало селение с жителями и домами, которое потом исчезало.
48. Вызов. Способность на расстоянии вызвать какой-то предмет.
49. Возвращение потери. Способность найти потерянный неподалёку предмет.
50. Призыв зверей. Способность приказывать разнообразным диким животным.
51. Примирение птиц. Способность усмирить птиц.
52. Запрет дышать. Возможность не дышать.
53. Великая сила. Способность получить бесконечно огромную силу.
54. Пройти сквозь камень. Способность проходить сквозь каменные препятствия, а также сквозь землю.
55. Испускать свет. Способность глазами излучать яркий свет.
56. Приготовить дозу лекарства. Способность выработать внутреннюю пилюлю бессмертия.
57. Дао-инь. Под «дао» имеется ввиду «ведение ци», приведение ци в гармонию. Под «инь» имеется в виду «направление тела», делает тело гибким.
58. Глотать еду. Способность есть что угодно.
59. Открыть стену. Способность проходить сквозь стены.
60. Прыжок с обрыва. Способность прыгать на большую высоту и длину.
61. Пускать ростки. Возможность воскреснуть из мёртвых.
62. Мгновенная конфискация. Способность быстро отнять у кого-то предмет.
63. Питьё воды. Способность выпить сколько угодно воды. Даже целое море.
64. Сон в снегу. Способность долго спать в снегу.
65. Жестокое солнце. Возможность долго находиться под палящим солнцем.
66. Приготовить лекарство. Способности быть профессиональным лекарем. Для Сунь Укуна лечить, исследовать пульс по ниточке, привязанной к запястью, выписывать рецепт и готовить лекарство было чрезвычайно лёгким делом.
67. Наговорённая вода. Возможность излечиться от болезни, выпив воду после растворённого в ней сожжённого амулета или после написания заклинания.
68. Лечение. Способности лечить все существующие болезни.
69. Знание времени. Равнозначно наличию часов.
70. Знание местности. Данная способность заменяет собой карту и компас.
71. Бигу. Возможность не есть и не пить. Её обладатель питается за счёт энергии неба и земли.
72. Наслать страх. Способности победить врага, вызвав у него панический страх.